# Qurdbayram
Qurdbayram è un comune dell'Azerbaigian situato nel distretto di Kürdəmir.